# پرتوهای ایکس (فیلم ۱۸۹۷)
«پرتوهای ایکس» (انگلیسی: The X-Rays) یک فیلم به کارگردانی جرج آلبرت اسمیت است که در سال ۱۸۹۷ منتشر شد. از بازیگران آن می‌توان به توماس گرین اشاره کرد. این فیلم دربارهٔ مزاحمت یک مرد است که برای یک خانم ایجاد می‌کند. در میانه این فیلم ۴۴ ثانیه‌ای شخصی با یک جعبه ویژه اشعه ایکس را به آنها می‌تاباند. قسمت‌هایی از فیلم به صورت اسکلت دو نفر نمایش داده می‌شود.